# 테트라메틸암모늄
테트라메틸암모늄(Tetramethylammonium, TMA) 혹은 (Me4N+)은 가장 단순한 4차암모늄양이온(quaternary ammonium cation)으로, 가운데 질소(nitrogen) 원자 1개에 붙어있는 4개의 메틸기(methyl group)로 구성되어 있으며, 네오펜테인(neopentane)과 더불어서 등전자(isoelectronic)이다. 양전하(positive charge)로서 대이온(counter-ion)과 함께 연계되어 분리(isolate)될 수 있다. 흔한 염(salt)으로는 테트라메틸암모늄 클로라이드(tetramethylammonium chloride)와 테트라메틸암모늄 하이드록시드(tetramethylammonium hydroxide)가 있다. 테트라메틸암모늄염은 화학합성에 사용되며, 신약연구에도 널리 이용된다.

## 일반명명법
독성학(toxicology)에서는 자연적으로 발생하는(naturally occurring) 테트라메틸암모늄(음이온 비특성 anion unspecified)은 테트라민(tetramine)이라고도 한다. 이 비체계적인 명칭은 다른 화학물질에도 사용되는데, 쥐약(rodenticide) 성분인 테트라메틸렌디술포테트라민(Tetramethylenedisulfotetramine)에도 사용된다. 약자 "TMA"는 약학(pharmacology) 분야에서 테트라메틸암모늄을 지칭하는데 주로 사용되며, 또한 시약(investigational drug)인 3,4,5-트리메톡시암페타민 (3,4,5-trimethoxyamphetamine]]을 지칭하기도 한다. 이는 메스칼린(mescaline)의 구조적 유사체(structural analog)로서 많은 출판물의 주제가 되어왔다.

## 발생
테트라메틸암모늄은 자포동물(Cnidaria)이나 연체동물(Mollusca) 등의 해양생물에서 주로 발견되거나 분리되었다. 특히 식용 가능한 소라고둥(whelk)으로 불리는 매물고둥속(Neptunea)에서 발견된다. 또한 식물 중에선 유일하게 아프리카의 'Courbonia virgata' (Cappariaceae)라는 식물에서만 발견되었다.

## 일상에서의 주의사항
테트라민은 아민(amine)의 일종으로, 육식성 고둥의 타액선(침샘)에 들어있다. 가열해도 파괴되지 않기에 조리 전에 타액선을 제거해야 하고, 조리 후 남아있을 경우에도 제거하고 먹는다. 독성은 개인에 따라 차이가 있지만 1-2개만 먹어도 중독되는 경우가 있으니 섭취를 피해야 한다. 또한 독성 있는 육식성 고둥이 '소라'라는 이름으로 통용되는 경우도 있어, 소라인 줄 알고 먹은 것이 독 있는 고둥일 수도 있다. 따라서 이러한 지식이 없는 일반인의 경우, 고둥이든 소라이든 조리 전에 반드시 타액선을 제거해야 한다. 먹기 전에도 타액선이 있는지 잘 살펴봐야 한다. 또한 증상은 일반적인 어지러움증, 구토, 시야장애 증상과 유사하여, 중독 시 응급실에 와도 테트라민 중독이라고 진단하기 어려운 경우가 있다. 따라서 고둥류 섭취 후 테트라민 중독 증상이 나타나면 응급실에 가서 의사에게 고둥 섭취 사실을 알리는 것이 좋다. 중독 증상이 발생할 수 있는 섭취량에는 개인마다 편차가 있지만, 섭취  이후 증상이 나타나면 지체없이 병원으로 가는 것이 좋다.

## 조제, 화학반응, 용해

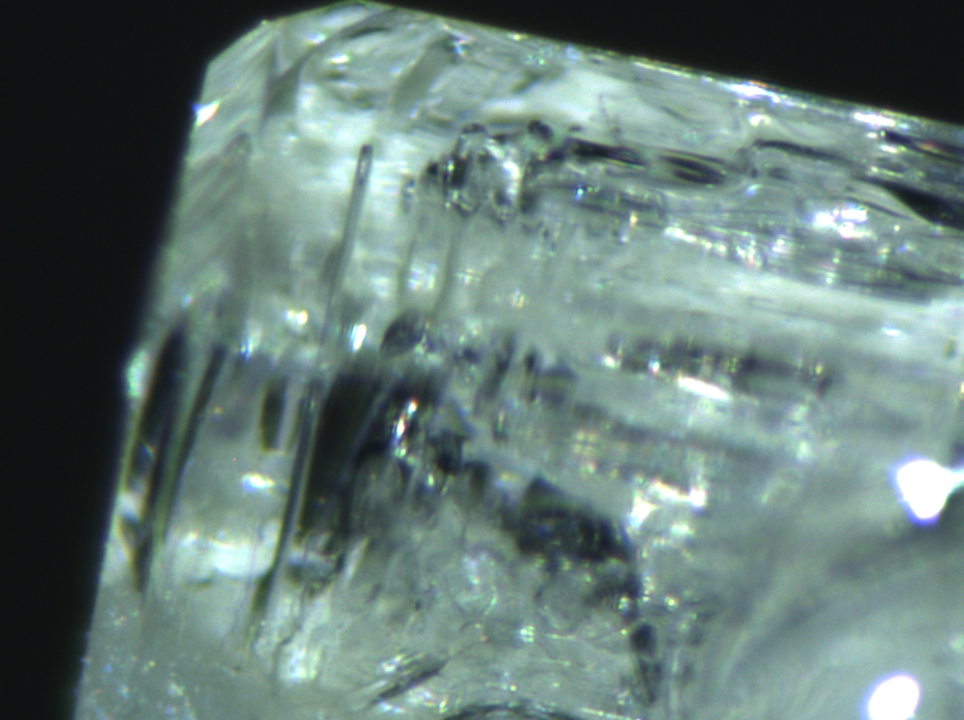
Me_{4}N^{+} 형태 무색결정

테트라메틸암모늄 이온을 포함하는 단순염(simple salt) 조제의 가장 간단한 방식 중 하나는 트리메틸아민(trimethylamine)과 메틸 할로겐화물(methyl halide)의 반응을 통해 얻는 것이다.
Me3N + Me−I → Me4N+I−
[14C]-labeled TMA has been made by this method.
이런 반응은 일반 할로겐화물에 적합하지만, 보다 복잡한 음이온을 가진 테트라메틸암모늄염은 염치환(salt metathesis) 반응으로 조제된다. 즉, 다음과 같이 테트라메틸암모늄 수소화붕소(tetramethylammonium borohydride)는 테트라메틸암모늄 하이드록시드(tetramethylammonium hydroxide)로부터 만들어졌다.
Me4N+[OH]− + Na+[BH4]− → Me4N+[BH4]− + Na+ + HO−
테트라메틸암모늄염은 4차암모늄합성물(quaternary ammonium compounds)을 특성으로 하는 상간이동촉매제(相間移動觸媒劑, phase-transfer catalyst)의 특성 중 일부를 보이지만,
양이온의 높은 친수성(hydrophilicity) 때문에 비정형적으로 작용한다.
테트라메틸암모늄 양이온은 친수성이다. 테트라메틸암모늄 아이오드의 옥탄올-물 분배계수(octanol-water partition coefficient) Po-w는 1.2×10−4 (혹은 log P ≈ −3.92)이다.
테트라메틸암모늄 양이온에서, 메틸기들은 가운데 질소원자 주변으로 사면체 형태로 정렬되어 있는데, 이는 다양한 염의 X-레이 결정학 연구들로부터 증명되었다. 분자모형 측정에서 테트라메틸암모늄 이온 지름은 0.6nm 이내로 밝혀졌다. 더 정확한 물리화학 측정에서 이온 반경(ionic radius)은 0.322nm이다. 몇몇 테트라메틸암모늄 이온의 열역학적 매개변수(thermodynamic parameter)는 기록되기도 한다. 오에(Aue) 등의 논문은 이온반경이 측정되는 방식에 대해 잘 논의하였다.

## 약학
테트라메틸암모늄에 관한 약학 문헌은 방대하다. 보통 테트라메틸암모늄은 외인성 아세틸콜린(exogenous acetylcholine)으로 생성되는 것들 대부분을 혼합하는 효과가 있는 콜리노미메틱(cholinomimetic)이다.
약학연구에서는 테트라메틸암모늄염 중 하나인 클로라이드(chloride), 브로마이드(bromide), 이오다이드(iodide) 중 하나를 이용한다. 이러한 음이온들은 테트라메틸암모늄 음이온 활동을 방해하지 않기 때문이다. 그러나 예전의 약학 서적에서는 테트라메틸암모늄 하이드록시드(tetramethylammonium hydroxide)나 테트라메틸암모늄 하이드레이트(tetramethylammonium hydrate)를 사용한다는 문헌도 있었는데, 이는 각각 다른 테트라메틸암모늄염들의 무게 중심 투여량 간의 비교를 하도록 조종된 것이었다. 그러나 염기성(basicity)이 강하여 생리학적 조건에 맞지 않는 테트라메틸암모늄 하이드록시드는 실제 사용하지 않았다.
1989년까지 안토니(Anthoni) 등은 독성학적 관점에서 약학 평가를 철저히 하였다. 니코틴성 아세틸콜린 수용체(nicotinic ACh receptor)와 무스카린성 아세틸콜린 수용체(muscarinic ACh receptor)에 미치는 테트라메틸암모늄의 효과는, 탈분극(depolarization)을 통해 처음에는 교감신경절(sympathetic ganglia)과 부교감신경절(parasympathetic ganglia) 내 신경전달(neurotransmission)을 자극하였다가 후에는 차단한다. 또한 테트라메틸암모늄은 민무늬근(smooth muscle), 심근(cardiac muscle), 외분비선(exocrine gland)에의 절후신경말단(post-ganglionic nerve ending)에 있는 무스카린성 수용체에 작용제(agonist)로 작용한다. 골격근(skeletal muscle)에서 테트라메틸암모늄은 니코틴 아세틸콜린 수용체 자극으로부터 발생한 탈분극의 결과로서 근섬유다발수축(fasciculation)을 일으키고, 이후 마비를 일으킨다.

### 흡수, 분포, 대사, 배설(ADME)
흡수(Absorption) : 테트라메틸암모늄은 위장관(gastro-intestinal tract)에서 꾸준히 흡수된다. 쥐의 빈창자(jejunum) 실험에서 테트라메틸암모늄 흡수는 단순 확산(simple diffusion)과 운반체 매개 운반(carrier-mediated transport)의 혼합 형태로 이뤄지며, 60-90분 내로 거의 100%흡수된다. 반면, 테트라에틸암모늄(tetraethylammonium)과 테트라프로필암모늄(tetrapropylammonium) 이온은 최대 30%만이 흡수된다.
분포(Distribution) : 쥐에게 방사성 동위원소 투여 테트라메틸암모늄을 복강내투여(intraperitoneal administration)한 경우, 테트라메틸암모늄은 곧바로 심체 모든 부분으로 분포되며, 신장과 간에서 높은 농도를 보인다. 니프(Neef) 등은 쥐를 이용해 유사한 결과를 도출하였다.
대사(Metabolism)와 배설(excretion) : 방사성동위원소를 입힌 테트라메틸암모늄 아이오드를 쥐에게 비경구성투여(parenteral administration)한 경우, 소변으로 배출되는 양이 대부분이어서, 대사 변형(metabolic transformation)되는 것이 없다.

## 독성학
독성학에서는 테트라민(tetramine)이라고 불리는 테트라메틸암모늄은 매물고둥속(Neptunea) 종류를 섭취한 후에 발생하는 중독과 관련하여 연구되었다. 증상은 다음과 같다. 구역질, 구토, 두통, 현기증, 시야 흐려짐, 일시적 실명, 복시(diplopia), 눈부심(photophobia), 균형감각 상실, 중독 혹은 두드러기(urticaria)가 난 듯한 느낌이 있다. 증상 30분 이내로 발생하지만 몇 시간 후에 완전히 회복된다. Courbonia virgata라는 식물을 섭취하였을 때에만 사망할 수 있다고 보고되었다.
증상 발생 원인은 대부분 자율신경계(autonomic nervous system) 신경전달이 차단되는 것으로 보지만, 중추 영향(central affect)으로도 설명된다.
동물연구에서, 매물고둥속 추출물을 쥐나 고양이, 물고기에게 비경구투약할 경우, 골격근에 효과를 미치는 것이 주를 이룬다. 또한 근섬유다발수축, 경련, 균형감각 상실, 운동마비, 마지막엔 호흡 중지가 발생한다.
사람의 경우 치사량이 체중 1kg당 3–4mg이다. 쥐에게는 경구투여되었을 경우 체중 1kg당 45–50mg, 복강내투여되었을 경우 최대 15mg이다.

### 급성중독
- 테트라메틸암모늄 클로라이드에 대한 LD50 : 체중 1kg 당 25mg(쥐 복강내투여), 40mg (쥐 피하주사)
- 테트라메틸암모늄 클로라이드에 대한 LC50 : 96시간 동안 462mg/L. (잉어류 일종인 패트헤드 민노Fathead minnow,  학명 Pimephales promelas)[22][23]

## 같이 보기
- 고둥
- 관절매물고둥
- 매물고둥
- 소라
- 털골뱅이